# Harprich
Harprich là một xã trong tỉnh Moselle, vùng Grand Est đông bắc nước Pháp. Xã có diện tích 8,78 km2, dân số năm 1999 theo điều tra của INSEE là 191 người.